# Morgan Evans
Morgan John Evans (Newcastle, 24 aprile 1985) è un cantante australiano.

## Biografia
Morgan Evans ha esordito nell'industria discografica con l'album in studio eponimo, arrivato 20º nelle ARIA Charts. È poi salito alla ribalta col singolo Kiss Somebody (2017), certificato platino Recording Industry Association of America, che ha scalato la Billboard Hot 100 fino al 53º posto. È poi uscita Day Drunk, la sua entrata miglior posizionata nella ARIA Singles Chart (27ª posizione). Entrambi i brani hanno anticipato il secondo disco Things That We Drink To (2018), con cui l'artista si è portato a casa un ARIA Music Award e conseguito l'ingresso nella Billboard 200.

## Discografia

### Album in studio
- 2014 – Morgan Evans
- 2018 – Things That We Drink To

### Album dal vivo
- 2024 – Live at the Sydney Opera House

### EP
- 2007 – Big Skies
- 2012 – Live Each Day
- 2012 – While We're Young
- 2018 – Morgan Evans EP
- 2021 – The Country and the Coast (Side A)
- 2023 – Life Upside Down

### Singoli
- 2017 – Kiss Somebody
- 2019 – Diamonds
- 2020 – All I Want for Christmas Is You
- 2021 – Christmas in the Sun
- 2022 – Country Outta My Girl (feat. Rivers Cuomo)
- 2022 – Over for You
- 2023 – On My Own Again
- 2023 – Thank God She's a Country Girl
- 2023 – Christmas in the Backyard